# Glândula sebácea
As glândulas sebáceas são glândulas microscópicas na pele que secretam uma matéria oleosa, chamada sebo, para lubrificar e impermeabilizar a pele e os pelos dos mamíferos. Nos seres humanos, eles são encontrados em maior abundância na face e couro cabeludo, embora eles estejam distribuídos em todas as zonas da pele, exceto nas palmas das mãos e plantas dos pés. Nas pálpebras, glândulas sebáceas meibomianas secretam um tipo especial de sebo em lágrimas. Existem várias condições médicas relacionadas, incluindo acne, cistos sebáceos, hiperplasia, adenoma sebáceo e carcinoma da glândula sebácea.

## Forma
As glândulas sebáceas secretam uma substância oleosa chamada sebo (em Latim significa gordura) que é feita de gordura (lipídios) e outros resíduos de células produtoras de gordura que morreram. O sebo é produzido por células especializadas da pele. Ao microscópio eletrônico se observa que as células periféricas da glândula contêm tonofilamentos, refletindo sua origem epidérmica, e escassos lipídios. À medida que os lipídios se formam, o glucógeno se vai consumindo, os tonofilamentos vão se deslocando e o citoplasma se enchem de vacuolas. Na célula as vacuolas se fundem entre si provocando um aumento do tamanho da célula em até cem vezes o normal, adquirindo um aspecto de célula de corpo estranho. Em um estágio posterior, a membrana se desorganiza e a célula se rompe eliminando seu conteúdo (o sebo) no canal sebáceo, logo as glândulas sebáceas são então classificadas como glândulas holócrinas.
O sebo é inodoro, mas o dano que ele causa às bactérias pode produzir odores. O sebo é a causa de algumas pessoas apresentarem cabelo "oleoso" se ele não for lavado por alguns dias. O cerúmen é parcialmente formado por sebo.

### Função
O sebo tem ação de proteção e de tornar a pele e os pêlos à prova d'água, prevenindo-os de se tornarem secos, ou quebradiços. Ele também pode inibir o crescimento de microorganismos na pele.

### Composição
A composição do sebo varia de espécie de mamiferos para espécie de aves noturnas; em humanos, o conteúdo lipídico é o seguinte:
| Composição percentual | Substância           |
| 25%                   | ceras monoésteres    |
| 41%                   | triglicerídeos       |
| 16%                   | ácidos graxos livres |
| 12%                   | Esqualeno            |

## Localizações das glândulas
Um tipo ramificado de glândula acinar, essas glândulas existem nos humanos em toda pele exceto na palma das mãos e sola dos pés.
As glândulas alfa sebáceas podem geralmente ser encontradas em áreas cobertas por pelos onde elas estão conectadas aos folículos pilosos para depositar sebo nos pelos, e levá-lo até a superfície da pele através do ducto do pelo.
Elas variam em tamanho e número segundo sua localização: no rosto e  no couro cabeludo são grandes e numerosas (400-900/cm²), no tronco são pequenas e menos abundantes, incrementando-se na parte anterior do tórax e linha média das costas.
A estrutura que consiste do pêlo, folículo piloso e glândula sebácea é conhecida como unidade pilosebácea.
As glândulas sebáceas também são encontradas em regiões sem pelos como lábios, pálpebras, pênis, lábios menores e mamilos; onde o sebo atinge a superfície da pele através de ductos. Na borda das pálpebras, glândulas membomian são uma forma especializada de glândula sebácea que secreta o sebo nas lágrimas para prevenir que ocorra a evaporação no olho.

## Patologia
As glândulas sebáceas estão envolvidas em problemas de pele como acne e queratose pilar. A droga de prescrição Isotretinoína significativamente reduz a quantidade de sebo produzido pelas glândulas, e é usada para o tratamento da acne.
O uso  de esteróides anabolizantes por fisiculturistas a fim de ganho muscular tende a estimular as glândulas sebáceas o que pode causar acne.
Uma glândula sebácea bloqueada pode resultar em um cisto sebáceo.
Uma enfermidade envolvendo glândulas sebáceas de tamanho aumentando é conhecida como hiperplasia sebácea.
O carcinoma de glândula sebácea é uma forma rara e agressiva de câncer que envolve as glândulas sebáceas; o adenoma sebáceo é um neoplasma mais benigno das glândulas sebáceas.

## Importância para outros animais
Certas espécies de Demodex mites alimentam-se de sebo e são geralmente encontradas nas glândulas sebáceas de mamíferos, incluindo nas dos humanos.
As glândulas prepuciais de ratos e camundongos são glândulas sebáceas aumentadas e modificadas que produzem feromônios.

## Imagens adicionais

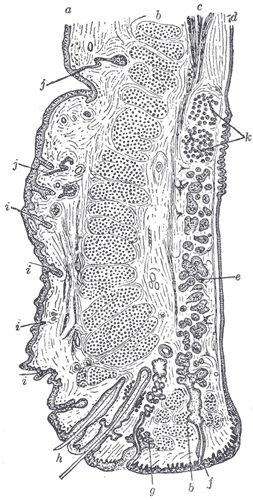
Secção sagital através da pálpebra superior.
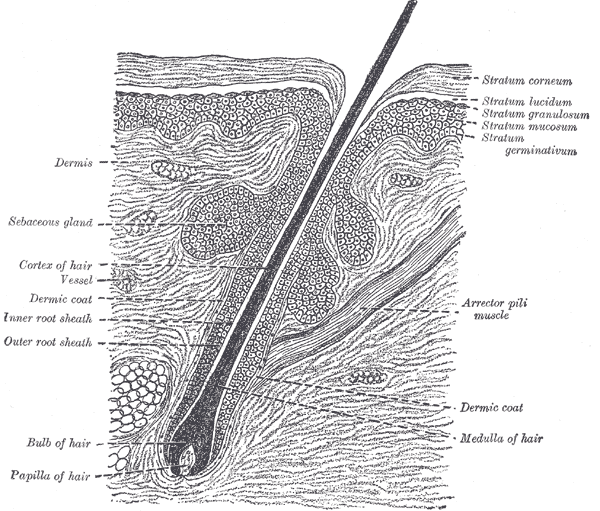
Um folículo piloso com suas estruturas associadas.